# Lista de reitores da Universidade Estadual de Maringá
Esta é uma lista de reitores da Universidade Estadual de Maringá.
| nº | Reitor                         | Vice-reitor                 | período                               |
| 1  | José Carlos Cal Garcia         | Ayrton Pinheiro             | 1970 - 1974                           |
| 2  | Rodolfo Purpur                 | Neumar Adélio Godoy         | 1974 - 1978                           |
| 3  | Neumar Adélio Godoy            | Aroldo Xavier               | 1978 - 1982                           |
| 4  | Paulo Roberto Pereira de Souza | Daniel Domaszak             | 1982 - 1986                           |
| 5  | Fernando Ponte de Sousa        | Manoel Jacó Garcia Gimenes  | 1986 - 1990                           |
| 6  | Décio Sperandio                | Luiz Antonio de Souza       | 1990 - 1994                           |
| 7  | Luiz Antonio de Souza          | Neusa Altoé                 | 1994 - 1998                           |
| 8  | Neusa Altoé                    | José de Jesus Previdelli    | 1998 - 2002                           |
| 9  | Gilberto Cezar Pavanelli       | Ângelo Aparecido Priori     | 2002 - Março de 2006                  |
| -  | Ângelo Aparecido Priori        | -                           | Março de 2006 - 10 de Outubro de 2006 |
| 11 | Décio Sperandio                | Mário Luiz Neves de Azevedo | 2006 - 2010                           |
| 12 | Júlio Santiago Prates Filho    | Neusa Altoé                 | 2010 - 2014                           |
| 13 | Mauro Luciano Baesso           | Júlio César Damasceno       | 2014 - 2018                           |
| 14 | Júlio César Damasceno          | Ricardo Dias Silva          | 2018 - 2022                           |
| 15 | Leandro Vanalli                | Giselle Mendes de Carvalho  | 2022 - em exercício                   |